# Geretshausen
Geretshausen ist einer von 14 amtlich benannten Ortsteilen der oberbayerischen Gemeinde Weil im Landkreis Landsberg am Lech.

## Geografie
Das Pfarrdorf liegt etwa eineinhalb Kilometer ostsüdöstlich der Ortsmitte von Weil auf einer Höhe von 591 m ü. NHN. Naturräumlich befindet es sich im Lechrain am östlichen Hochufer des Verlorenen Baches, dem dort auch der Sägmühlbach und der Dorfgraben zufließen.

## Geschichte
Geretshausen wurde unter dem Namen Gerinshusin 1033 zum ersten Mal in einer Urkunde der Benediktbeurer Chronik erwähnt, als ein Augsburger Geistlicher mit dem Namen Gunthalem sein in dem Ort befindliches Gut an das Kloster Benediktbeuern übertragen hatte. Weitere Nennungen folgten 1179 als Gerenshusen und 1391 als Gerentzhusen. Die katholische Saalkirche St. Johannes der Täufer wurde 1682 gebaut und überformt einen mittelalterlichen Vorgängerbau, ihren Turm erhielt sie im Jahr 1737.:2,6
Durch die zu Beginn des 19. Jahrhunderts im Königreich Bayern durchgeführten Verwaltungsreformen wurde der Ort zu einer eigenständigen Landgemeinde, zu der auch die Einöde Aumühle gehörte.
Das bayerische Urkataster zeigt Geretshausen in den 1810er Jahren als ein Haufendorf mit 52 Herdstellen, der Kirche, deren umfriedeten Gottesacker und der Aumühle. Um 1840 notierte man 54 Häuser, die 457 Seelen beherbergten. Außerdem gab es eine Schule.
Im Zuge der in den 1970er Jahren durchgeführten kommunalen Gebietsreform in Bayern wurde die Gemeinde Geretshausen am 1. Januar 1972 in die Gemeinde Weil eingegliedert. Im Jahr 2018 zählte Geretshausen 456 Einwohner.

## Verkehr
Die Anbindung an das öffentliche Straßenverkehrsnetz erfolgt hauptsächlich durch die Kreisstraße LL 7, die von Weil her kommend den nördlichen Ortsbereich durchläuft und ostwärts nach Schwabhausen weiterführt.

## Baudenkmäler
In der Ortschaft befinden sich einige denkmalgeschützte Bauwerke, darunter die katholische Pfarrkirche Sankt Johannes der Täufer, ein ehemaliges Pfarrhaus und mehrere Bauernhäuser.
Siehe: Liste der Baudenkmäler in Geretshausen

## Bodendenkmäler
Siehe: Liste der Bodendenkmäler in Weil (Oberbayern)

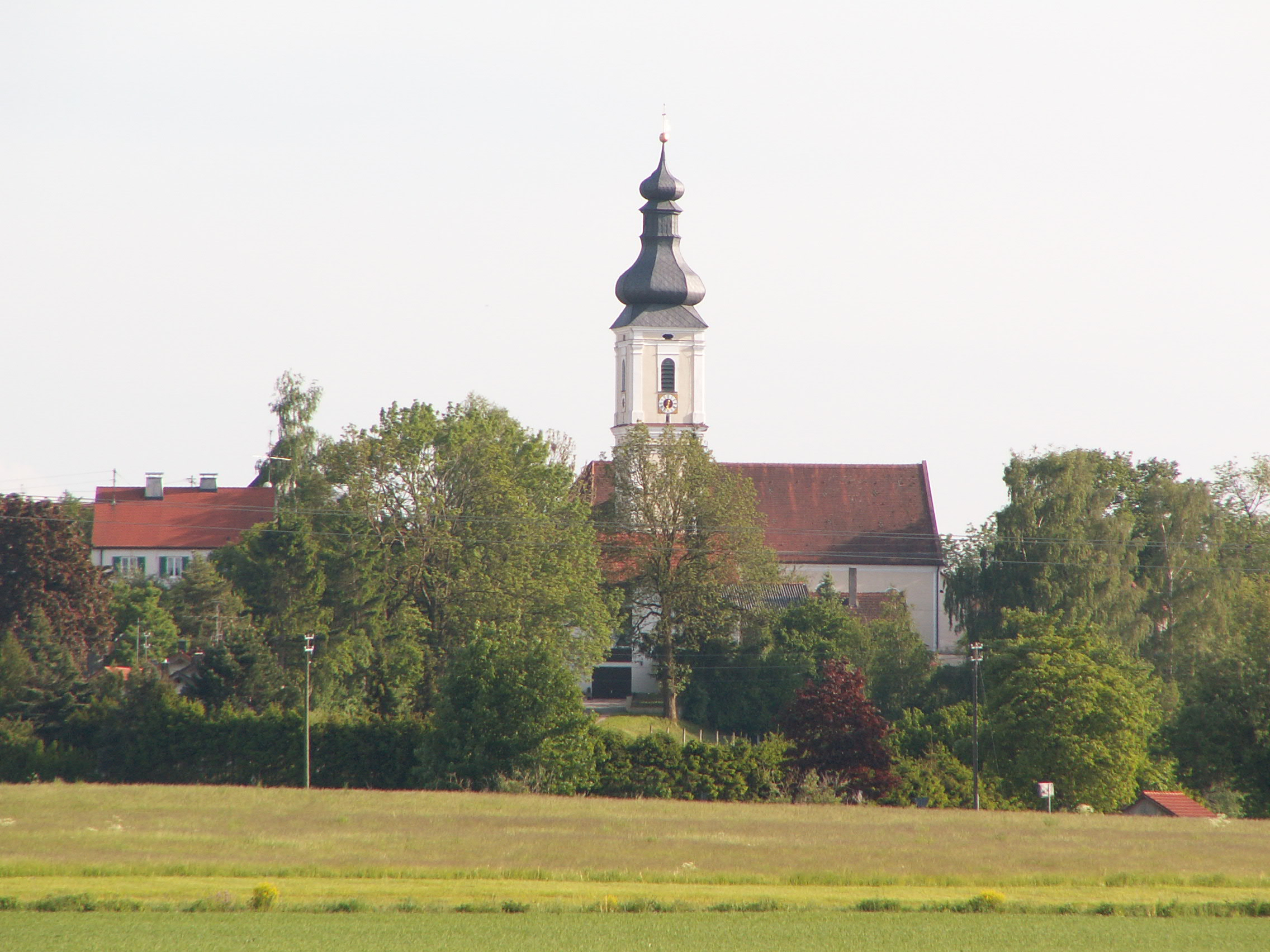
Katholische Pfarrkirche Sankt Johannes der Täufer
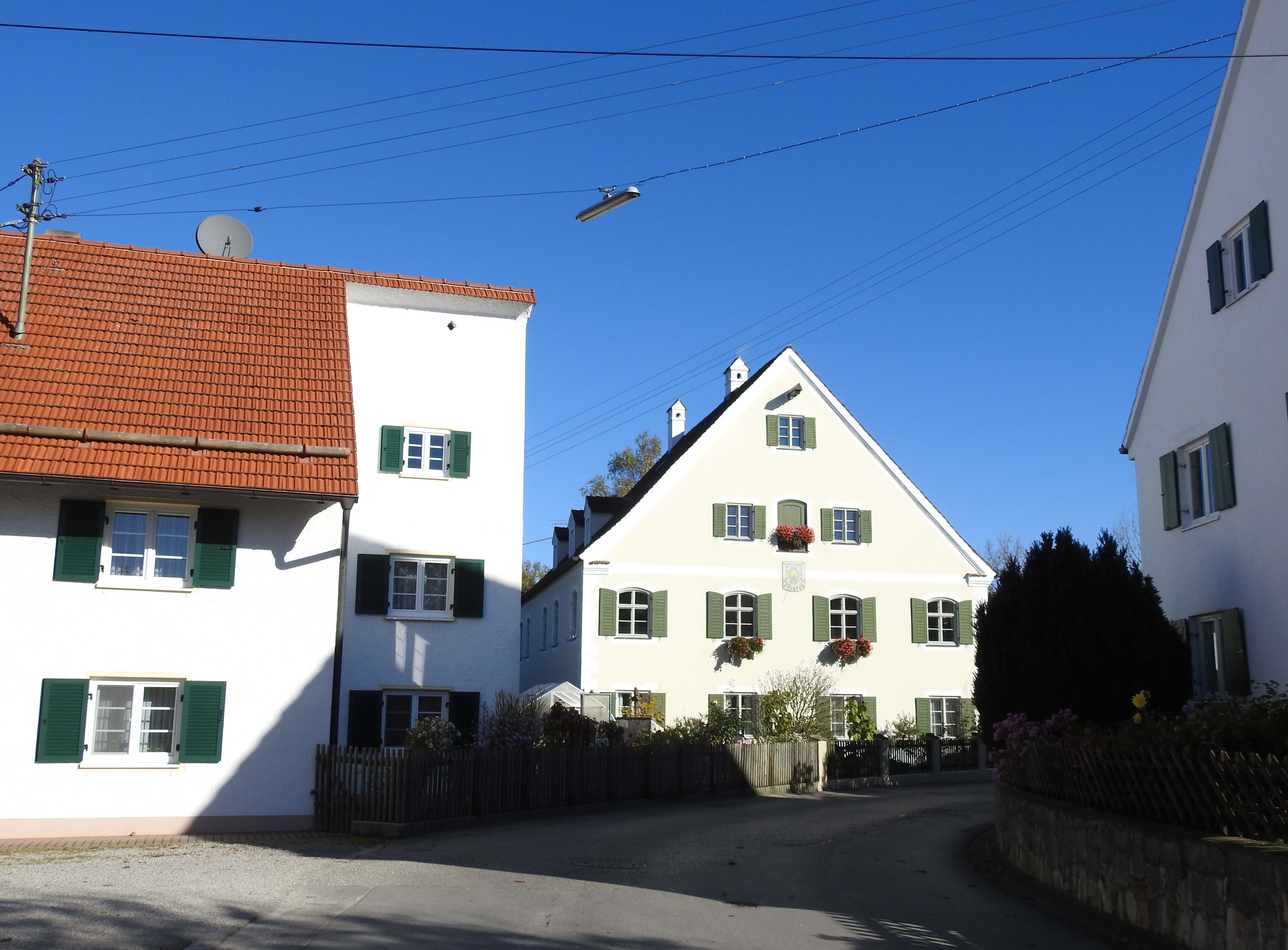
Ehemaliges Pfarrhaus und Bauernhaus in der Kirchstraße
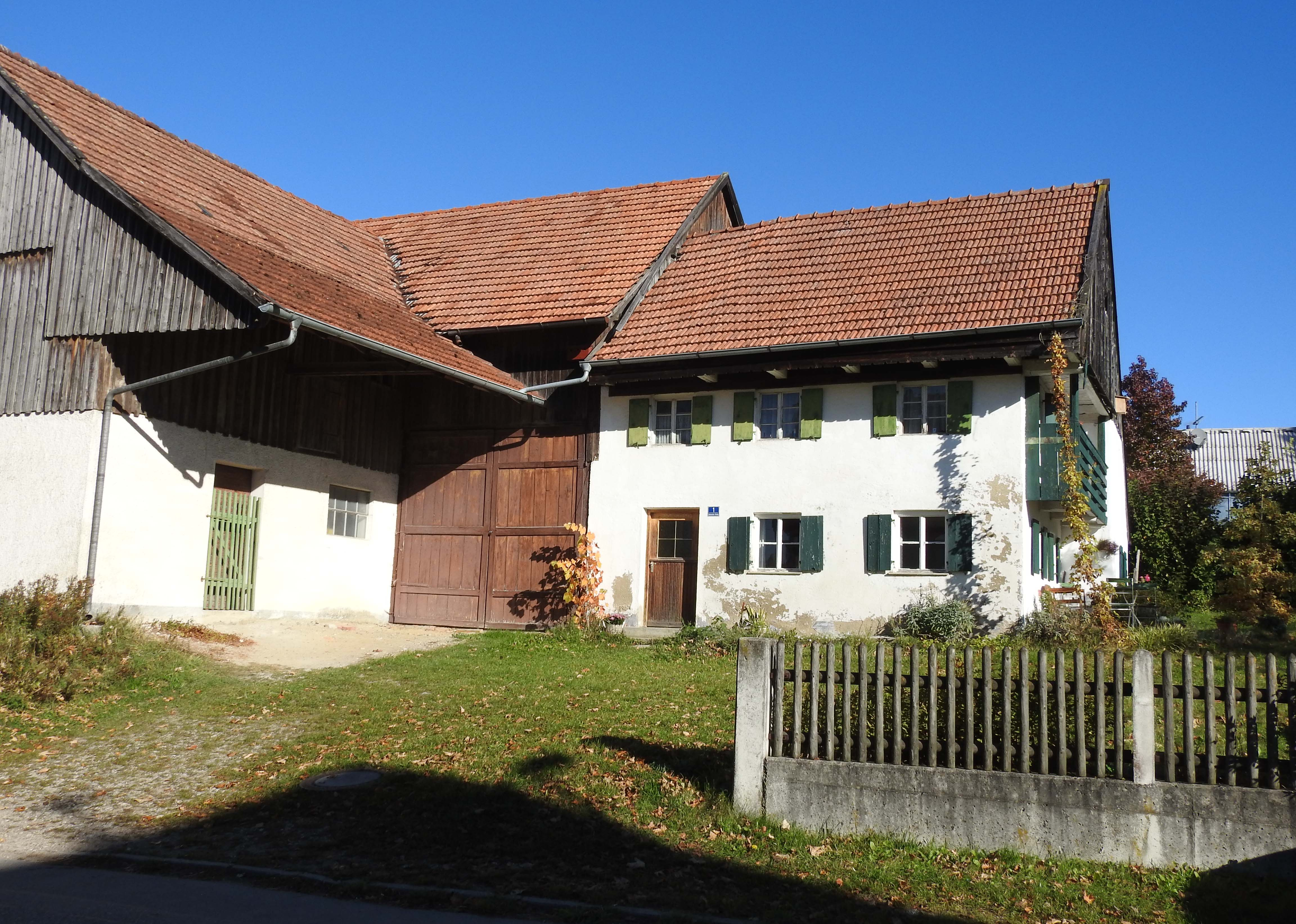
Bauernhaus in der Ramsacher Straße

## Persönlichkeiten
- Johann Mutter (1902–1974), Maler und Fotograf